# Emmesomyia subvillica
Emmesomyia subvillica är en tvåvingeart som beskrevs av Fan, Ma och Mou 1982. Emmesomyia subvillica ingår i släktet Emmesomyia och familjen blomsterflugor. Inga underarter finns listade i Catalogue of Life.